# 沃维莱尔
沃维莱尔（法語：Vauvillers）是法国皮卡第大区索姆省的一个市镇，属于佩罗讷区绍讷县。该市镇2009年时的人口为246人。

## 人口
沃维莱尔人口变化图示
| 数据来源：INSEE |